# José Luis de Vilallonga
José Luis de Vilallonga y Cabeza de Vaca (ur. 1920 w Madrycie, zm. 30 sierpnia 2007) – hiszpański arystokrata, aktor i dziennikarz. Autor oficjalnej biografii króla Hiszpanii Juana Carlosa, wydanej w 1993 r. Był markizem Castellbell, oraz grandem Hiszpanii. Jako aktor zasłynął rolą brazylijskiego multimilionera Jose da Silvy Pereira w klasycznym filmie Blake’a Edwardsa z 1961 r., Breakfast at Tiffany’s (Śniadanie u Tiffany’ego). Pracował dla międzynarodowej agencji prasowej EFE, oraz magazynów Paris-Match, Marie-Claire i Vogue.

## Publikacje

### W języku francuskim
- Les Ramblas finissent à la mer, 1953
- Les gens de bien, 1955
- L'heure dangereuse du petit matin, 1957
- L'homme de sang, 1959
- L'homme de plaisir, 1961
- Allegro barbaro, 1967
- Fiesta, 1971
- Gold Gotha, 1972
- A pleines dents : entretiens avec Guy Monréal, 1973
- Furia, 1974
- Femmes, 1975
- Solo, 1976
- L'image de marque, 1976
- Españas. La chute, 1977
- Les gangrènes de l'honneur, 1977
- Ma vie est une fête. Les cahiers noirs, 1988
- Altesse, 1986
- Le roi, 1993
- Le gentilhomme européen, 1992
- Fellini, 1994

### W języku hiszpańskim
- Mujeres al descubierto, 1976
- Allegro barbaro, 1978
- La nostalgia es un error, 1980
- Los sables, la corona y la rosa, 1984
- La imprudente memoria, 1985
- Encuentros y encontronazos 1995
- El sable del caudillo, 1997
- Cartas desde París a mis paisanos los íberos, 1998
- Franco y el Rey, 1998
- Inolvidables mujeres, 1999
- Hojas al viento: cartas a mi nieta, 2003
- Políticamente incorrecto, 2006
- Memorias no autorizadas. La cruda y tierna verdad, 2000
- Memorias no autorizadas. Otros mundos, otra vida, 2001
- Memorias no autorizadas. La flor y nata, 2002
- Memorias no autorizadas. La rosa, la corona y el marqués rojo, 2004